# 1776 en architecture
| Années de l'architecture : 1773 - 1774 - 1775 - 1776 - 1777 - 1778 - 1779    |
| Décennies de l'architecture : 1740 - 1750 - 1760 - 1770 - 1780 - 1790 - 1800 |

Cet article présente les faits marquants de l'année 1776 en architecture.

## Réalisations
- Au Maroc, construction du Mausolée de Cheikh Al Kamel dans la médina de Meknès.

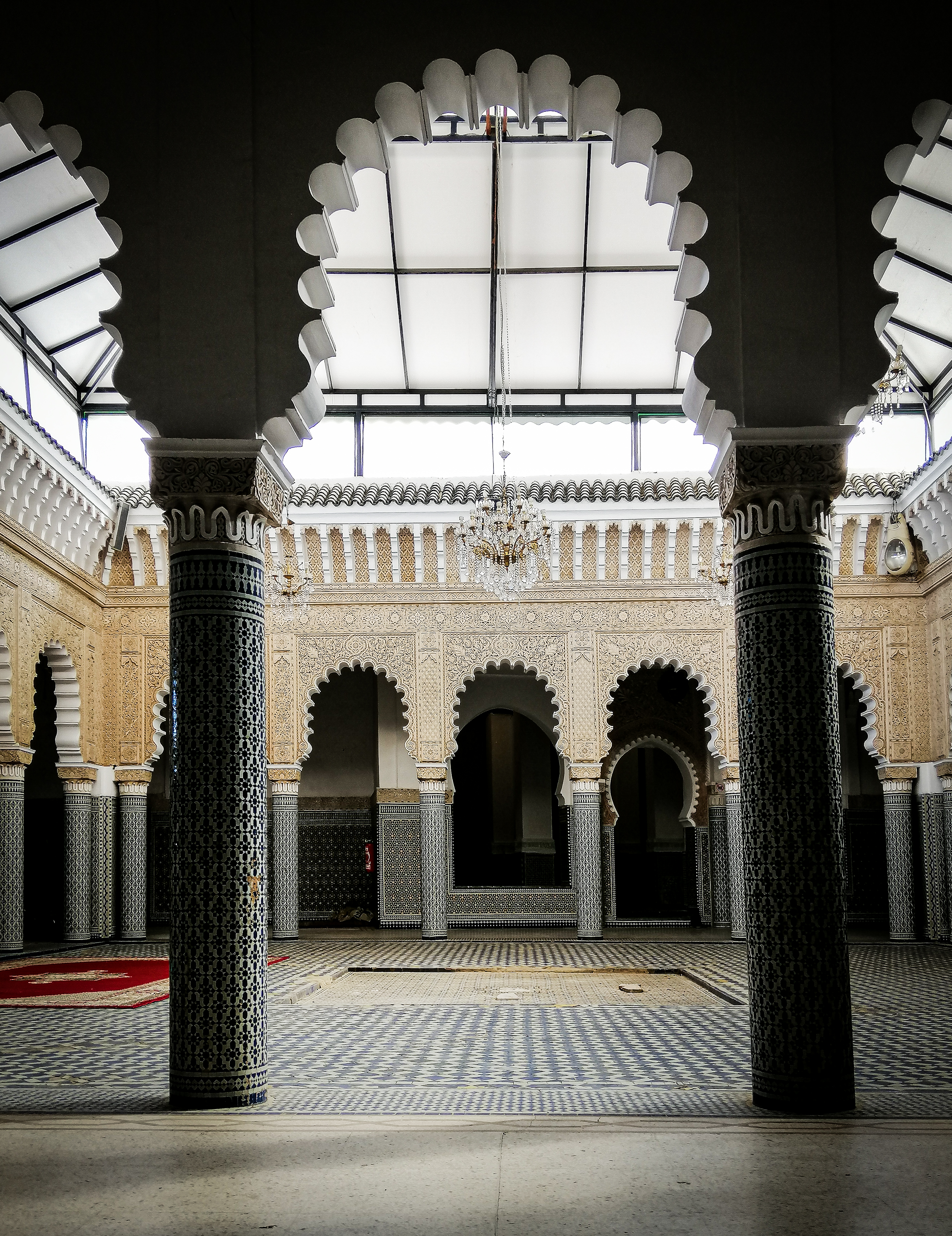
Intérieur du Mausolée de Cheikh Al Kamel.

## Événements
- x

## Récompenses
- Prix de Rome (« un château pour un grand seigneur ») : Jean-Louis Despres, Louis-Étienne de Seine, Charles Joachim Bénard (troisième prix).
- Académie royale d'architecture : Claude Billard de Bélisard, Jean-François Heurtier.

## Naissances
- x

## Décès
- Jean-Baptiste de Puisieux (° vers 1679).